# Wąglikowski

Wąglikowski

Wąglikowski II

Wąglikowski (Wonglikowski, Brochwicz odmienny, Stojentin odmienny) – kaszubski herb szlachecki. Według Przemysława Pragerta (za Niesieckim) jest to odmiana herbu Brochwicz lub Stojentin.

## Opis herbu
Zachowały się dwa przekazy na temat wyglądu tego herbu. Opisy z wykorzystaniem zasad blazonowania, zaproponowanych przez Alfreda Znamierowskiego:
Wąglikowski: Na tarczy dzielonej w skos lewy, w polu prawym pół jelenia srebrnego wyskakującego, w polu lewym szachownica czarno-czerwona. W klejnocie nad hełmem w koronie ogon pawi. Labry czerwone, z prawej podbite srebrem, z lewej podbite złotem.
Wizerunek taki przytacza Tadeusz Gajl za słownym opisem Niesieckiego. Przemysław Pragert jednak, interpretuje opis inaczej, biorąc kierunki tam podane jako kierunki zwykłe, tj. prawa strona na tarczy to prawa strona patrzącego na rysunek. W związku z tym, jego rekonstrukcja tarczy jest odbiciem lustrzanym powyższej. Niesiecki jednak opisywał strony heraldycznie, tj. z perspektywy rycerza trzymającego tarczę. Dlatego też słuszniejsza jest rekonstrukcja Gajla.
Wąglikowski II: W polu jeleń wyskakujący zza muru. W klejnocie w koronie półksiężyc srebrny nad którym trzy gwiazdy (środkowa nieco wyżej). Labry nieznanej barwy.
Powyższy opis oparty jest na oryginalnej fotografii herbu z ołtarza bocznego w kościele w Kościerzynie. Przemysław Pragert w pierwszym tomie swojego herbarza przytacza ten herb za słownym opisem Niesieckiego (wedle niego herb z nagrobka w kościele o.o. Bernardynów w Bydgoszczy), przez co znowu przedstawia całe godło w odbiciu lustrzanym. Dodatkowo, wariant ten w przekazie Niesieckiego ma blanki na murze.

## Najwcześniejsze wzmianki
Herb wymieniany przez Dachnowskiego (Herbarz szlachty Prus Królewskich) i Niesieckiego. Wariant II pochodzi wedle Niesieckiego z nagrobka nieznanego Wąglikowskiego z kościoła o.o. Bernardynów w Bydgoszczy. Herb niemal identyczny zachował się na bocznym ołtarzu kościoła pw. Trójcy Świętej w Kościerzynie. W takiej też formie herb zachował się na pieczęci Władysława Wąglikowskiego z 1651.

## Rodzina Wąglikowski
Rodzina o nazwisku odmiejscowym, od wsi Wąglikowice koło Kościerzyny. Wzmiankowana od XVI wieku. Rodzina posiadała oprócz wsi gniazdowej jeszcze Wielki Klincz i działy w Kolinczu, a w czasach późniejszych jeszcze Przyrowy, Dąbrowę i Sąpolno. Rodzina wydała kilku ławników sądowych. Ród nie wygasł w XVIII wieku, lecz zmieniał nazwisko po wpływem zaborców, nie potrafili pisać ,,ą'' i ,,ę'' dlatego w dokumentach pojawia się Wendlikowski, teraz Wędlikowski Rodzina ta była gałęzią Stojentinów.
 Zawołanie wojenne przekazywane z pokolenia na pokolenie to: Stojentin.

## Herbowni
Wąglikowski (Wonglikowski). Znane są przydomki tej rodzin: Hund (Hunt), Schwetkow, Sztentyn, Wojan (Wojen). Ponieważ rodzina była gałęzią Stojentinów, oprócz własnego przypisywano jej także herb Stojentin.